# Prasat Muang Sing

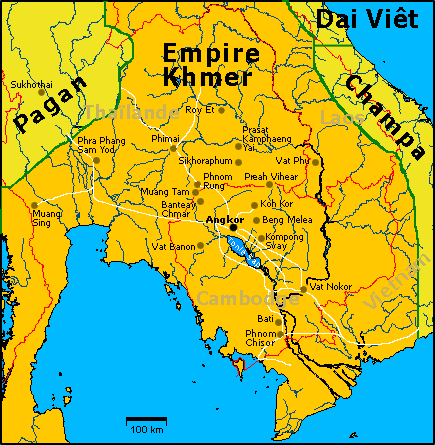
Principaux sites khmers

Le Prasat Muang Sing est un temple khmer datant de la fin du XIIe siècle, début XIIIe siècle, édifié sous le règne de Jayavarman VII, dans le style du Bayon. C'est le temple khmer le plus à l'ouest connu à ce jour. Il est situé à environ 45 kilomètres de Kanchanaburi, Thaïlande.
Le nom moderne signifie sanctuaire de la cité du lion, et ce nom est très probablement celui d'origine (une inscription sur la stèle du Preah Khan à Angkor, qui est encore en place, mentionne Srijayasimhaipura (cité du lion victorieux) comme un des sites vers lequel Jayavarman VII envoya une statue de Jayabuddhamahanatha.
L'importance de Muang Sing vient de sa position stratégique, sur la route vers le col des Trois Pagodes qui mène à la Birmanie. C'était très certainement une ville de garnison pour garder et protéger la frontière ouest de l'empire khmer, mais c'était aussi un centre commercial important.

## Plan
Le sanctuaire de latérite est au centre d'une cité bien plus grande, et l'ensemble des ruines forme un microcosme représentatif de l'univers. Les limites de la ville sont entourées d'un rempart surmonté d'un mur de latérite, mesurant environ 800 sur 1 400 mètres. La forme n'est pas tout à fait rectangulaire, étant donné que le rempart sud longe la berge de la rivière Kwae Noi. À l'intérieur de ce vaste enclos, se trouve une série de 7 douves concentriques et remparts de terre sur les côtés nord, est et ouest, représentant les mers et montagnes de l'empire céleste.
À l'intérieur se trouve le sanctuaire lui-même, doté d'un enclos extérieur de 81 par 104 mètres, et qui représente à peu près un dixième de la ville. La partie centrale consiste en une galerie rectangulaire, interrompue aux quatre points cardinaux par quatre gopuras.

## Le temple
Quand on pénètre par le gopura est, on peut voir son profil à degré assez inhabituel, comparable avec le gopura plus ancien et en grès de Sdok Kok Thom. La galerie est assez complète, le faîte du toit bombé rappelant une nageoire de poisson. Dans la partie nord-est, près du gopura nord, se trouve un relief représentant Avalokiteshvara, le bodhisattva de la compassion.
La restauration de Muang Sing prête à controverse car elle a été réalisée très rapidement et certaines reconstructions semblent suspectes. La partie la plus haute est à l'heure actuelle le gopura ouest, mais la forme de sa tour ne correspond à rien de connu.
Le sanctuaire central a quatre entrées. Il contient une copie d'une statue d'Avalokiteshvara, dont l'original se trouve au Musée National de Bangkok.

## Autres bâtiments
À une trentaine de mètres du temple se trouvent quelques bâtiments dont on ignore pour l'instant la fonction.

## Photos

Panoramas de Prasat Muang Sing
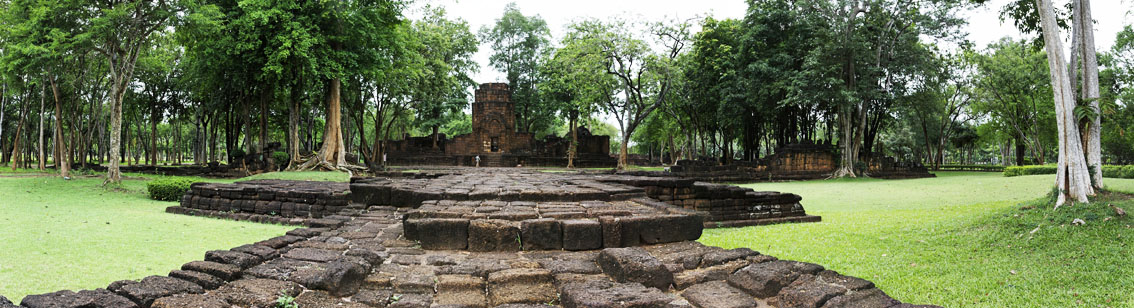
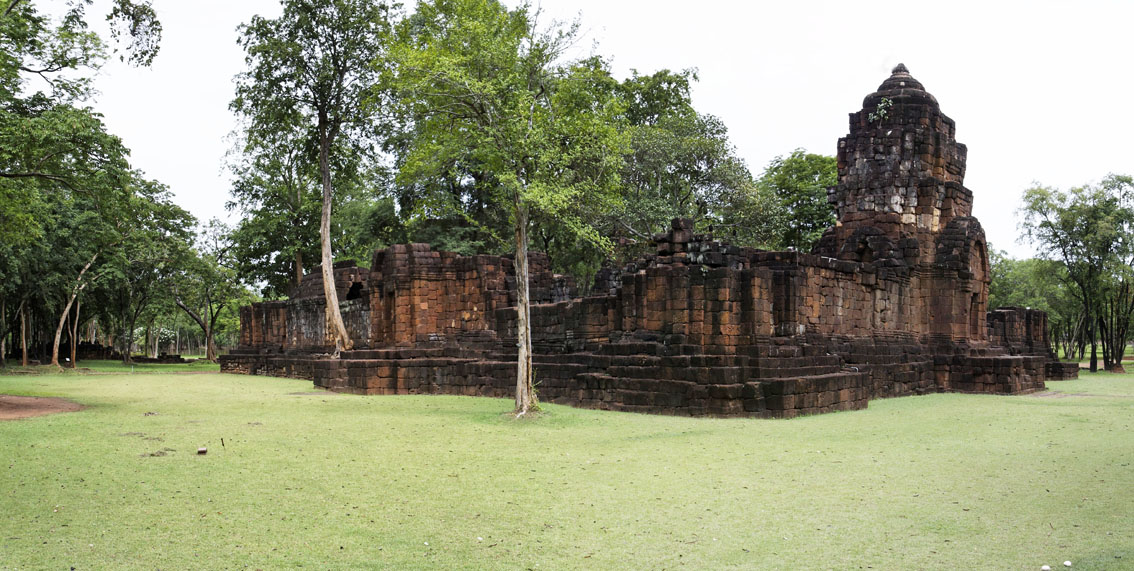

Prasat Muang Sing
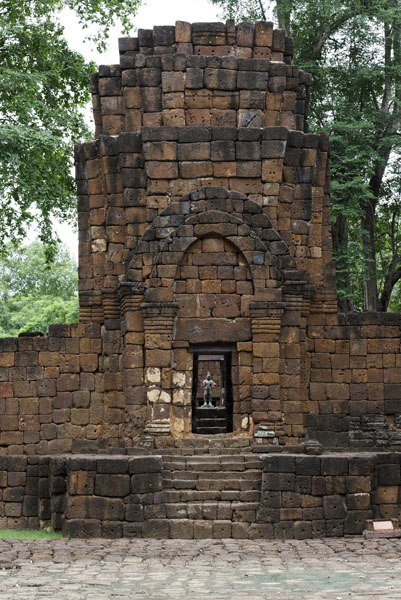
Un gopura
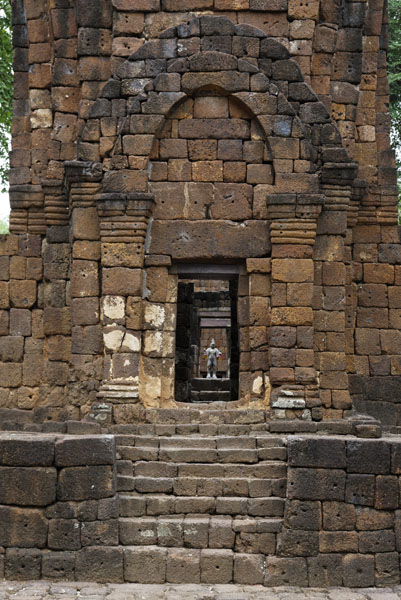
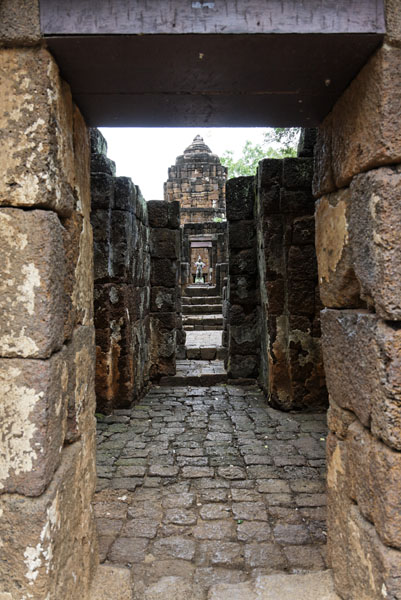
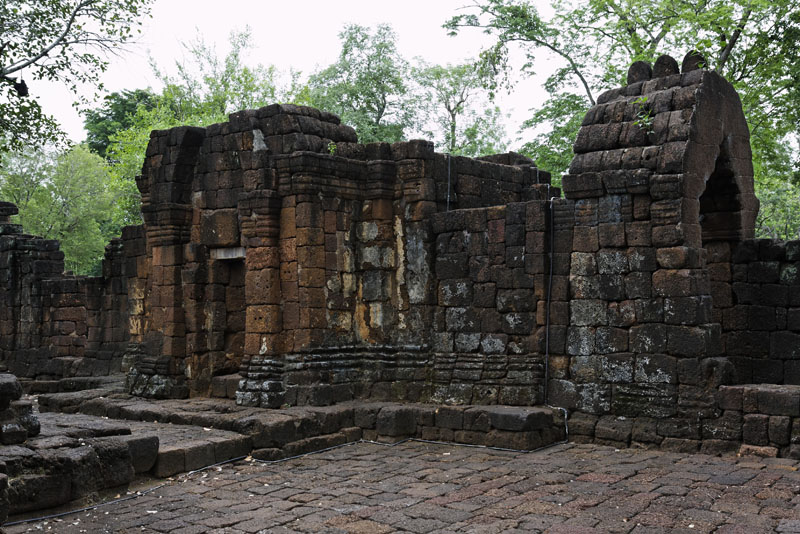
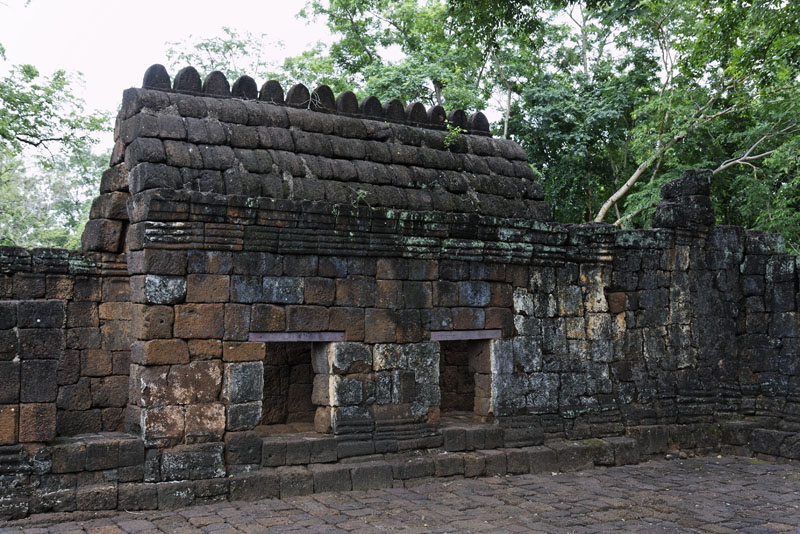
La bibliothèque
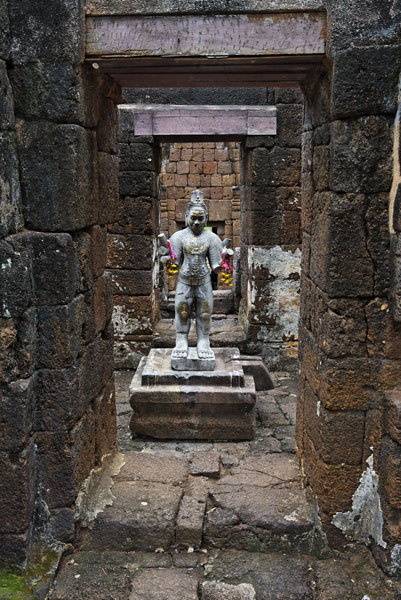
Avalokiteshvara, bodhisattva de la compassion
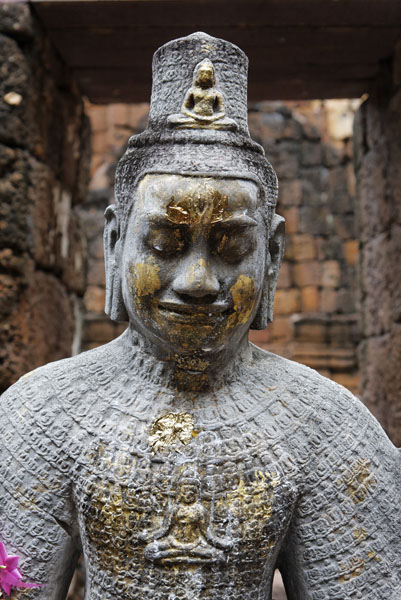
Avalokiteshvara, bodhisattva de la compassion
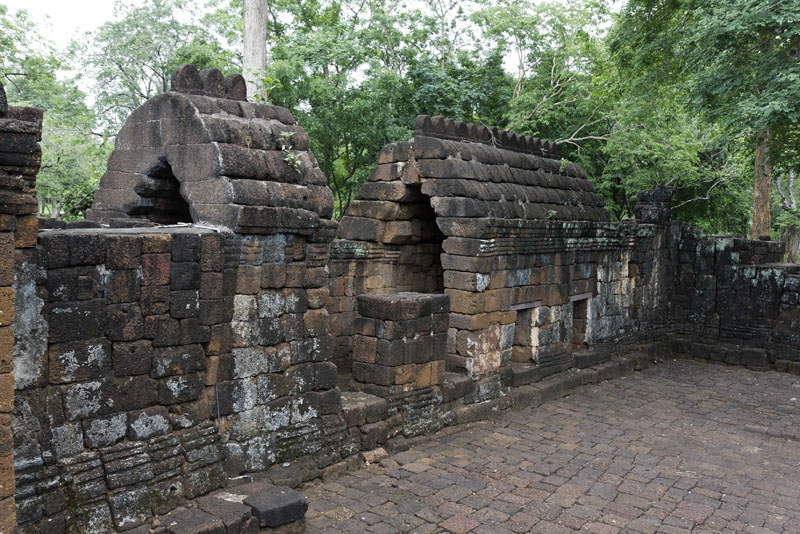
Vue de la galerie
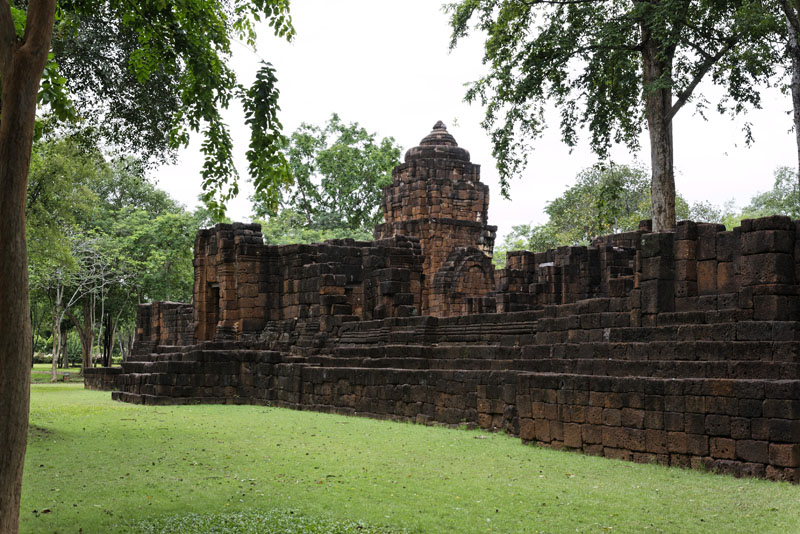
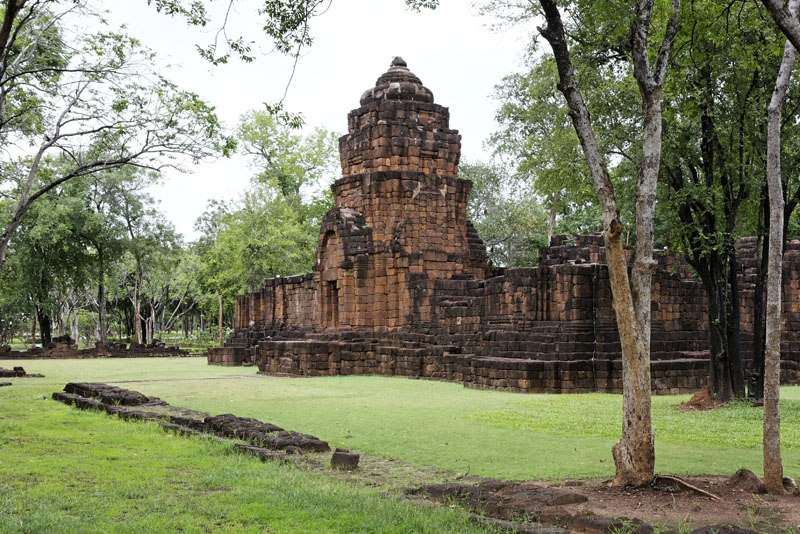
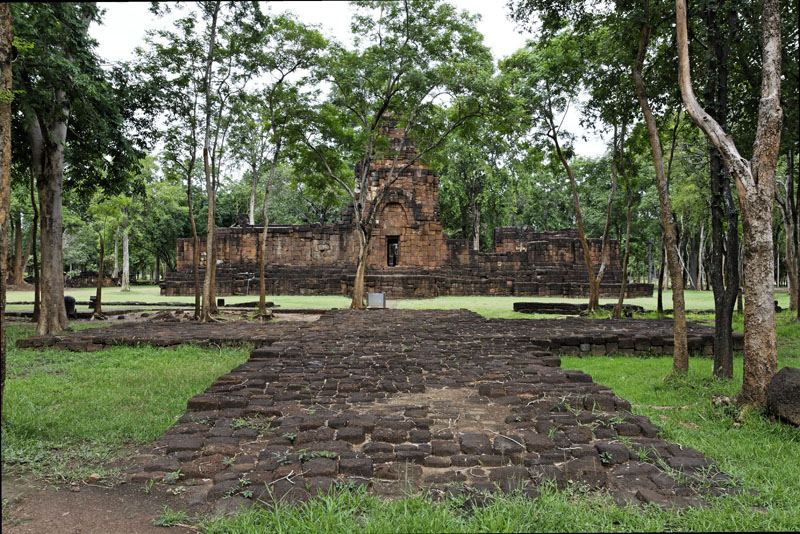
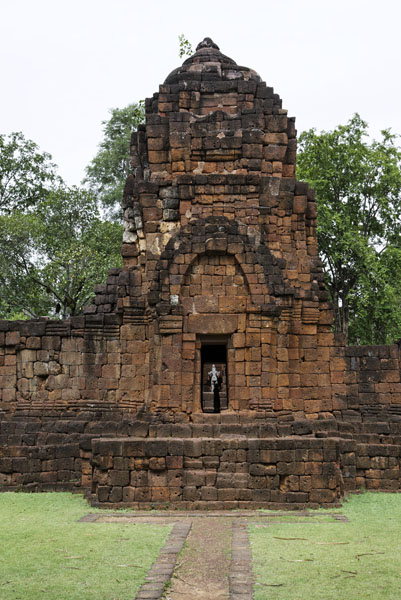